# Courcelles-Epayelles
Courcelles-Epayelles is een gemeente in het Franse departement Oise (regio Hauts-de-France) en telt 187 inwoners (2005). De plaats maakt deel uit van het arrondissement Clermont.

## Geografie
De oppervlakte van Courcelles-Epayelles bedraagt 6,3 km², de bevolkingsdichtheid is 29,7 inwoners per km².
De onderstaande kaart toont de ligging van Courcelles-Epayelles met de belangrijkste infrastructuur en aangrenzende gemeenten.

## Demografie
Onderstaande figuur toont het verloop van het inwonertal (bron: INSEE-tellingen).